# 岡山區
岡山區，古稱「竿蓁林」，後稱「阿公店」，日治時期改稱「岡山」，前身「岡山鎮」，位於臺灣高雄市西部。北臨路竹區、阿蓮區，東鄰燕巢區、田寮區，西鄰永安區、彌陀區，南接橋頭區、梓官區。人口約9.5萬人，地勢東高西低，以蜂蜜、豆瓣醬及羊肉合稱岡山三寶著名，為北高雄的商業金融服務、企業貿易外銷及交通系統轉運中心。因區內設有岡山本洲工業區及捷運的開通，工商活動相當繁榮，為原高雄縣內僅次於鳳山的第二大商業服務中心。臺鐵的岡山車站為臺南車站與高雄車站兩大站間僅次於新左營車站外最繁忙之車站；捷運系統高雄捷運紅線目前在本區設有岡山高醫站及岡山車站，未來將繼續往北延伸至路竹區及湖內區，並在區內再增設二個高架車站。

## 歷史
岡山區最早的漢語地名有「竿蓁林」與「阿公店」。一說此地原是船仔草（竿蓁仔）叢生之地；原居此地的平埔族稱為「Agongtoan」，意為「很多船仔草」，使用閩南語的漢人移民以近似的閩南語讀音音譯為「阿公店」（A-kong-tiàm）。另有一說是，平埔原住民「阿加」社，音轉為「阿公」(a-kong)，後人又加上「店」字作為地名。第三說則為，古時一名老翁，在此地開設雜貨店，並提供免費茶水給過路商旅遊客飲用，故人稱為「阿公店」（文人雅稱為「翁店」、「翁舍」。
本區所轄後紅里亦為荷據時期郭懷一事件發生地。
1920年台灣地方改制，台灣總督府以附近阿蓮有大小崗山為地標，改地名為「岡山」( Okayama)，在此設置「岡山庄」，為高雄州岡山郡役所駐地，後因發展迅速，改為岡山街。在太平洋戰爭期間，由於日本在此設立空軍基地。第二次世界大戰期間美軍為了癱瘓日軍戰力，至少空襲台灣25回。當時為日軍南進重要空軍基地的岡山(日本海軍第六十一航空場)，曾於1944年10月14日遭受盟軍毀滅性轟炸，美軍出動130架次B-29轟炸機在岡山上空，投擲650噸炸藥大轟炸，造成日軍和岡山人死傷，史稱「岡山大空襲」。
戰後改設高雄縣岡山鎮，仍為台灣重要的空軍基地，空軍官校也設在此地，並建有許多的空軍眷村。由導演曹瑞原改編自白先勇同名短篇經典小說作品公視戲劇一把青中的二層軍眷取景地為岡山醒村。
2010年12月25日高雄縣市合併，改為高雄市岡山區。

### 日治時期事件

#### 日治初期的「匪亂」現象
岡山區地理上靠近大崗山，清治時期的大崗山是民變頻仍暴發之地，山上的石灰岩洞易於居住，長期有盜匪盤据。日本治台後，開始試圖消滅，故日治初期經常發生匪徒攻打岡山及其周邊地區的事件。
1897年7月2日傍晚，阿公店憲兵守備隊小林伍長等9人，在劉堡公（即現在劉厝里）與街尾崙（現在的樂群村與信義里）遭遇到土匪。1898年3月21日凌晨，岡山的「阿公店辨務署」發生重大侵入失竊事件。盜匪趁辨務署人少，進入署內偷走銀幣1700多圓，紙幣400多圓，以及鴉片煙膏35盒，進入官員辦公室奪走鐘錶毛毯等物品，是盧石頭帶領山豬窟匪魁魏少開及其14位手下所為。5月24日，有數百人意圖襲擊阿公店郵局，被擊退。9月28日，200多人發動攻襲阿公店，先到五甲尾（現在岡山嘉興里）切斷電話線，向阿公店街進擊。在鳳山憲警過來支援阿公店之後，匪徒被擊退。
10月13日，盧石頭、陳魚、魏少開等人，在五甲尾附近聚集300多名群眾，憲警於是派隊出發到五甲尾偵查，巡查隊長中村被擊斃，匪徒切斷電信設備，分兩路向阿公店前進。憲警堅守阿公店街北口及壽天宮一個多小時，後來匪徒撤退到五甲尾，在鳳山支援的警力來援後，匪徒於第二天被擊潰。11月18日中午，上百匪徒群集於援中港。3名警察前往偵查，在蚵仔寮遭遇匪徒，與之對抗，警察後來逐步被逼退到大舍甲庄，後來匪徒向海岸方向散去。
12月初，岡山地區遭遇到日治以來最大的攻擊。12月2日到3日，由盧石頭、魏少開等人率領的群眾攻擊阿公店。匪徒兵分兩路，從東北的五甲尾還有阿公店的西南方由盧石頭帶隊進攻，共有500到600名匪徒聚集。12月2日晚上，在後協庄有300名匪徒集結，由13名憲兵和7名警官組成的隊伍，與盧石頭等200多名匪徒激戰，有27名匪徒被憲警殺死，盧石頭與剩餘群眾向頂鹽田（橋頭頂鹽里）方向逃逸。3日，支援警力來到，匪徒往桃仔園（左營地區）及螺底山散去；而五甲尾的匪徒則往大崗山方向躲入田寮山區。這些匪徒後來在5日下午，襲擊阿蓮派出所。6日晚上憲兵在拔仔林附近與百名匪徒遭遇，將匪徒擊散。

#### 阿公店大虐殺
1898年11月25日至12月27日，日本台灣總督在當時動亂嚴重的北起嘉義，南至屏東北部的地區進行兩次「南部一帶之討伐」。在這些軍警聯合的行動中，以在阿公店區域的行動最為殘暴，為了確實掃蕩威嚇抗日份子，日軍在可疑庄頭以激烈的「清庄」方式，將庄頭的青年男子全部殺光，造成數千人死亡與數千戶房屋毀壞。殘暴手段引起在台灣傳教的多國傳教士聯合向香港《 每日新聞 》（Daily News）投書抗議此一非人道的行動，成為國際注目的事件，史稱「阿公店大虐殺」。
日本在完成台灣佔領的過程，由於台灣民主國與台灣人本土意識的抵抗，以致日本軍隊有時以「無差別手段」攻打部份頑強抵抗的庄頭，造成部份地方勢力「角頭」成為抗日人士，逃入山區，落草為寇。在1895年至1900年間，抗日人士到處破壞攻擊日本崗哨，甚至向平地庄頭搶劫財物，使得社會進入失序狀態。
日本軍警在清除南台灣匪徒的過程，由於阿公店為臺南至鳳山間最重要的庄頭，附近又有眾多山丘可供躲避，所以成為眾多抗日分子攻打的目標，日本軍警就在這附近村莊強力掃蕩。目前留下的記錄，共有高雄燕巢區滾水，田寮區牛稠埔事件、鹿埔事件、橋頭區筆秀、中崎、六班長，和台南龍崎區下寮仔等。清庄記錄的共同點，都是日軍到庄頭要求交出抗日首領，庄頭民眾因故無法完成命令，日軍就集合全村16歲以上男性，集體以刺殺或火燒的方式屠殺。2012年年初屍體挖掘出來安葬後可發現當時多數人被斬首，其餘被放火燒死。

#### 典寶溪事件
當時岡山區最有名的抗日人士是後協人盧石頭。盧石頭生於1870年，依當時的行政建制，是清朝福建省台灣府鳳山縣仁壽上里后協庄人。依當時官方記錄，他於1895年底加入抗日行動，有部下50名，他經常出沒於阿公店街附近，主要的根據地是嘉祥內里崗山頭地方，即現在大崗山北端的崗山頭，他是當時大崗山土匪的第二號人物。
1898年12月11日，陳魚率領約150位匪徒，襲擊援巢中庄。13日，魏少開與盧石頭率領600多名匪徒進攻阿蓮庄派出所，派出所10名警員有9位被殺。
14日，魏少開與盧石頭帶領200多人襲擊右衝庄（楠梓區右昌地區），綁走庄長和次子等5人。楠梓庄的15名憲警前往右昌，與匪徒對峙。下午4點多，由楠梓派出所增援的警力到來，匪徒潰散搭乘舟筏欲渡過典寶溪逃逸，憲警在溪邊掃射盧石頭等人，盧石頭等30多人當場斃命。

### 戰後重大事件

#### 二二八事件
1947年2月底在台北爆發二二八事件。3月4日開始，為了地方安全，由戰後初期的岡山郡守劉朝四、岡山區署洪石笋區長、省參議員吳瑞泰等三位台灣人出面和軍方協談，請軍方勿讓軍隊外出，由他們三人代理維持治安。 岡山的外省人在空軍基地的「外省人集中區」受到保護， 也有部份軍隊躲到大、小崗山。這些外省人在當時面臨糧食，由日治時期曾在中國的日本海軍醫院行醫因而學會講北京話和外省人溝通的高耀蒼醫師，用自家汽車載運提供給他們糧食。 
二二八事件期間岡山秩序的維護，由「三民主義青年團」負責。岡山的三民主義青年團位於岡山舊火車站和岡山路之間的北排建築。長老教會牧師蕭朝金，在戰後成為岡山「三民主義青年團」的團長。在岡山的軍警癱瘓時，由蕭牧師動員學生維持治安，成了地方穩定的力量。但也由於三民主義青年團自行接替管理地方治安，這些人的「接收」行為，使得蕭牧師後來被外省軍警定罪為「收容暴徒的人」。
1947年4月22日的《高雄縣警察局二二八事變逮捕人犯處理情形表》記錄，岡山三位「未經法院審判」，卻號稱被「依法槍決」者為：蕭朝金、余仁德、劉登基。目前有紀錄的，被抓而未槍斃者的遭遇，有陳淇澤被關半年，以及王福堃。
岡山區於二二八事件後被逮捕或至今下落不明的人甚多，但無文件記載，僅能由當地民眾口述歷史。

### 縣市改制時期
自2010年中華民國縣市改制直轄市由所屬原高雄縣與高雄市合併，岡山升格為直轄市一區。

## 聚落發展

### 荷蘭統治時期
荷蘭統治時期，岡山平原的居住者為原住民平埔族群馬卡道族「搭加里揚」社（荷蘭文獻記載為），荷蘭人於1635年底發動搭加里揚之戰「討伐」搭加里揚人後，搭加里揚人撤離岡山平原遷往屏東平原。荷蘭人清空高雄平原之後，開始將漢人引進此區開墾。

#### 後紅
1652年9月7日爆發郭懷一事件的歐汪之戰，戰後墾殖人口銳減，大員當局召集新港社、蕭壟社、麻豆社、大目降社、目加溜灣社的西拉雅族移住此地；後來漢人因戰亂而湧入台灣，農業才逐漸復甦；也因部分西拉雅族移居，使得後紅閩南語讀音與臺南市將軍區漚汪地區之讀音相同。本聚落早期主要分為頂後紅與下後紅，並於民國71年4月以岡燕路為界，北設碧紅里，南為後紅里。

### 鄭氏政權時期
鄭成功於1661年來台後，分派各地的軍事部隊成為屯田組織開發聚落，此區目前以「軍事名稱」為地名的行政區域皆出現於此時期。

### 清領時期

#### 石螺潭（今福興里與石潭里）
位於岡山區西南方的石潭里和福興里，在清領至日治時期稱為「石螺潭」，是和阿公店街同時出現的聚落。1718年出版的《鳳山縣志》中，石螺潭地名首度出現。故最遲在1710年左右，漢人即已到此地開墾，可能是鄭氏王朝時期到後協開墾的漢人，發現石螺潭平埔族的漁獲不少，逐漸搬到此地進行養殖業。1727年畫好的《雍正台灣輿圖》，在岡山區範圍出現的有「竿蓁林」、「阿公店」、「穵仔社」、「濁水溪庄」、「石螺潭」等五個地名。
　1741印行的《重修福建台灣府志》記錄石螺潭在台灣府的仁壽里，也記載雍正年間對石螺潭所徵稅的事實，石螺潭是當時臺南高雄地區的六個能被徵稅收的，有漁獲的魚潭之一，經濟活動相當活躍。
　1894年的《鳳山縣采訪冊》中記載，石螺潭的魚塭不少，可灌溉的田有二十甲。書中並記錄石螺潭當時已經設有供人讀漢文書的「社學」一處，可知當時的石螺潭已經是個注重教育的聚落。

#### 阿公店
阿公店為岡山在清康熙後期到1912年之間使用的地名。
清朝時期，岡山成為鄰近地區的水陸運中心：水運可由阿公店溪的出口（彌陀舊港口）北上堯港，把貨物運送到台南府城交易；陸運方面因岡山位於台南府城到鳳山縣城（今左營）的南北向官道大路必經之地，也是沿海彌陀、永安等村落和近山阿蓮、田寮等農村行旅步程的中途休息站，旅客往來不絶、移民定居者增加。
阿公店地名的來源有多種說法。簡炯仁認為，根據伊能嘉矩的考據，「阿公店」原為馬卡道系平埔族「阿加社」的故地，是故「阿公店」地名的由來，應是漢人至此開墾後，將「阿加」轉音為「阿公」再加「店」字而成。依簡炯仁教授的考據，台灣的傳統地名多具有兩個不同的唸法，一為意譯原住民地名，一為音譯原住民地名。由於當時鳳山縣境形容「很多船仔花」的「番語」為"Agongtoan"或"Agongtoen"，加上此地於康熙58年（1917年）已形成有許多「店」鋪的市集，是故漢人將此原住民地名音譯為「阿公店」；又竿蓁的土名為「船仔花」，是故將番語「很多船仔花」的地名義譯為「竿蓁林」。

### 日治時期

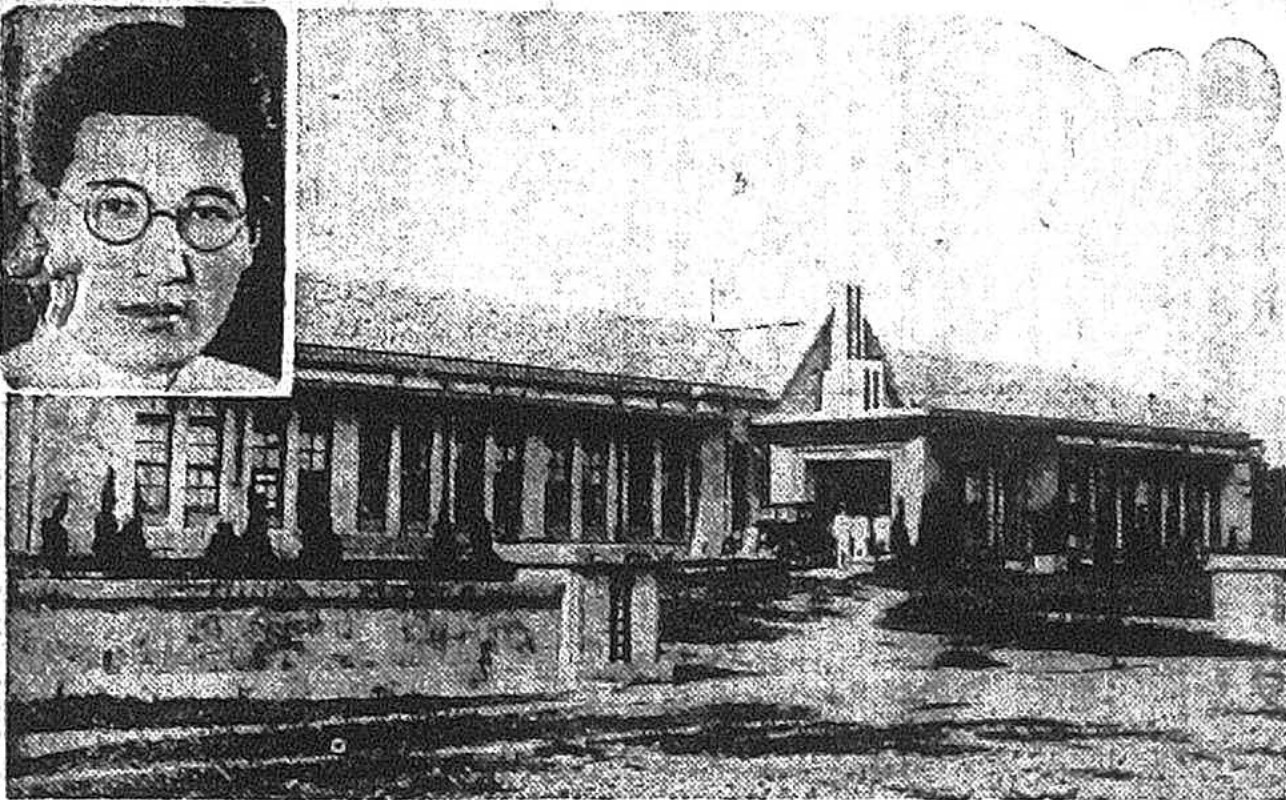
岡山郡役所
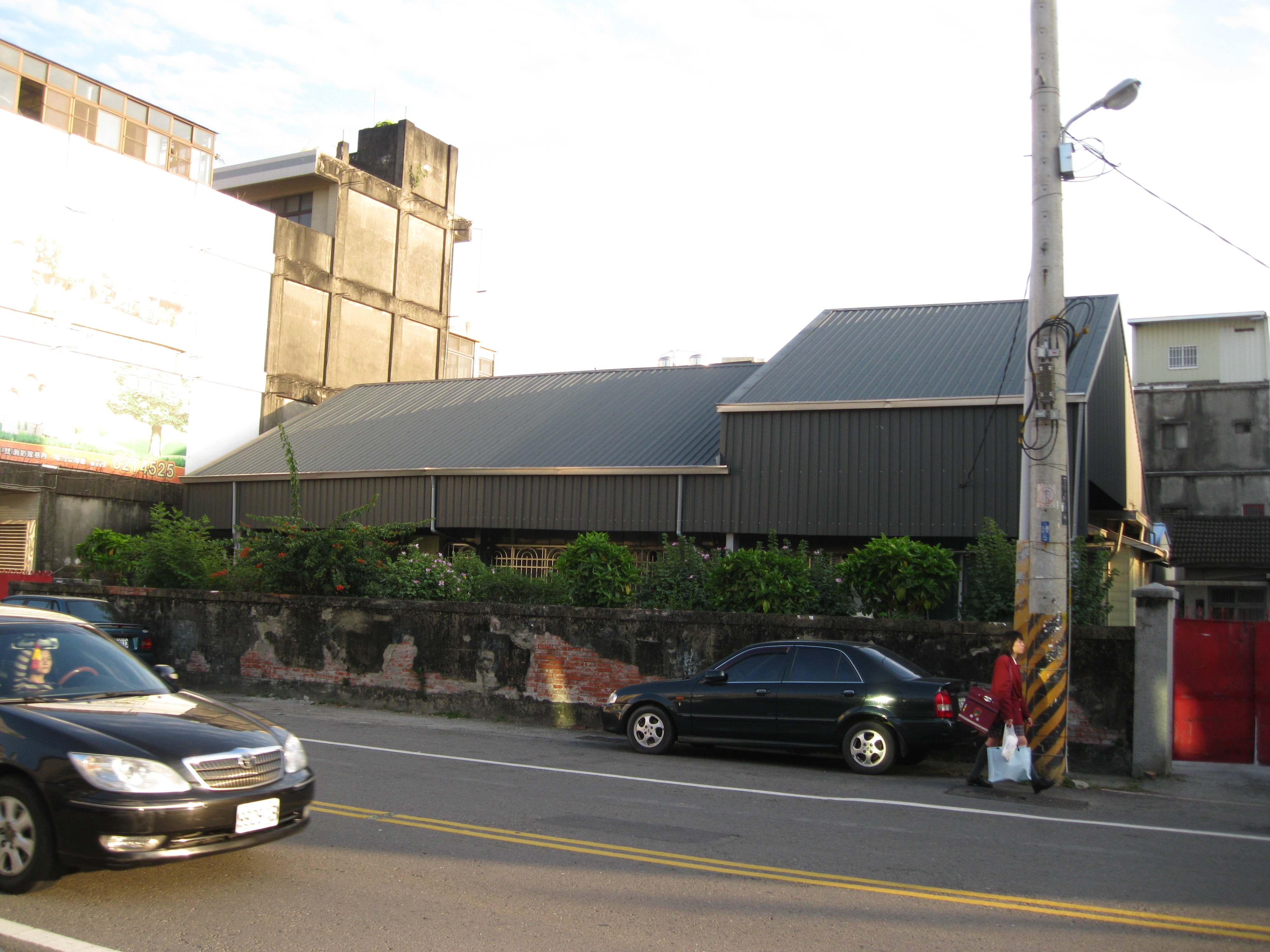
原岡山郡守官舍
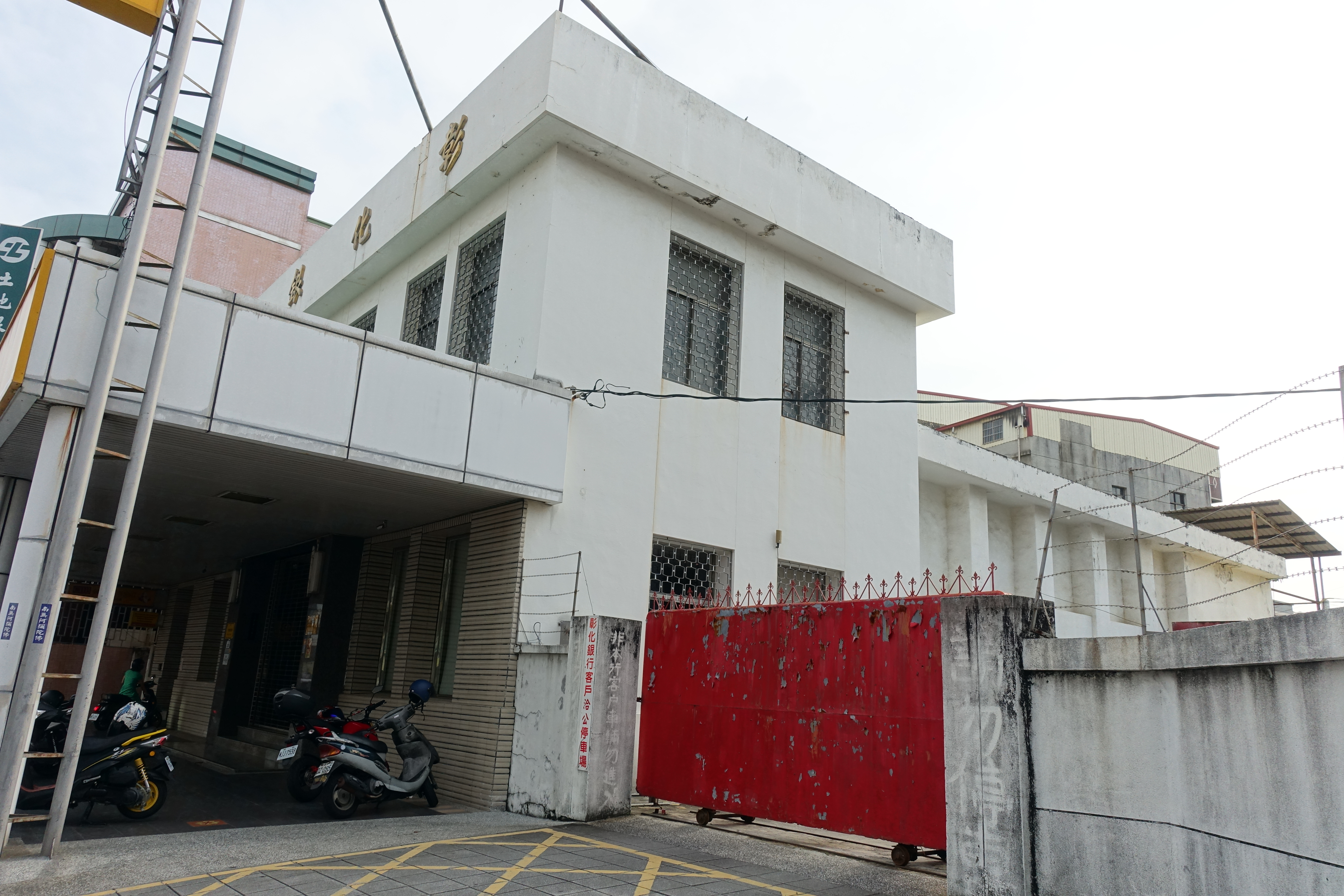
原岡山公會堂
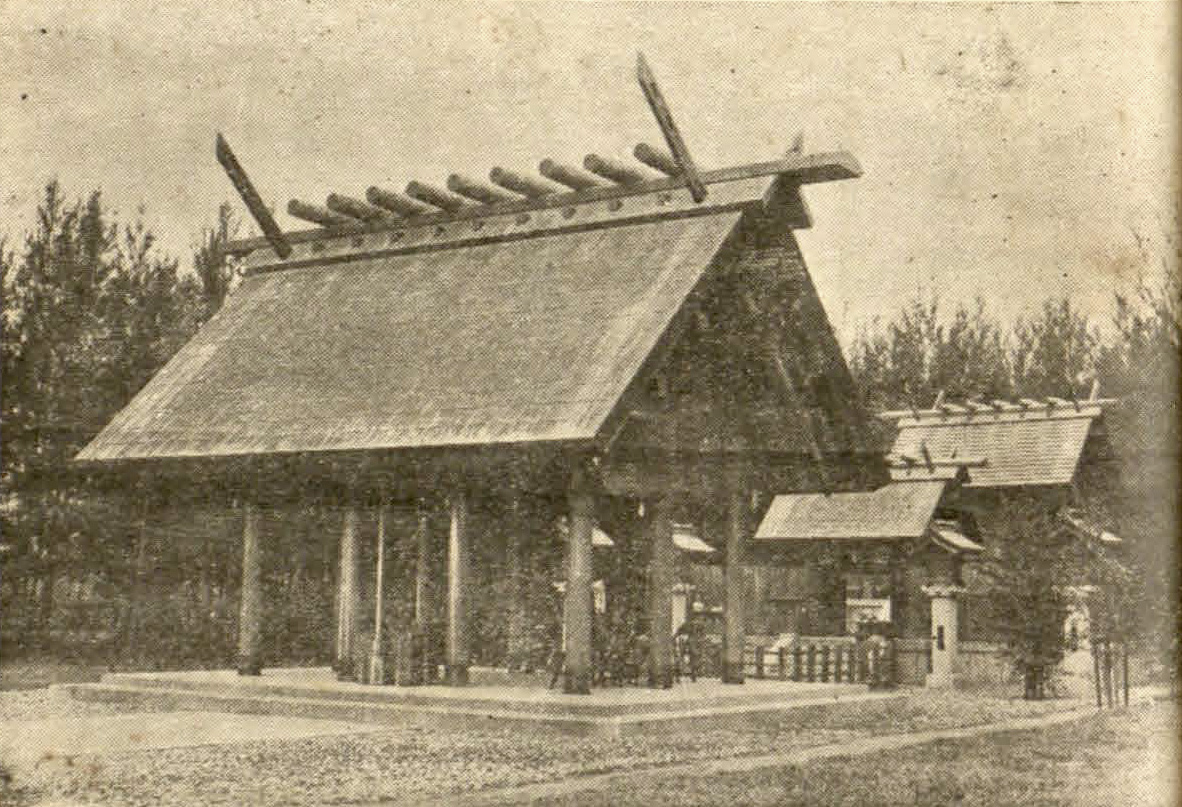
岡山神社
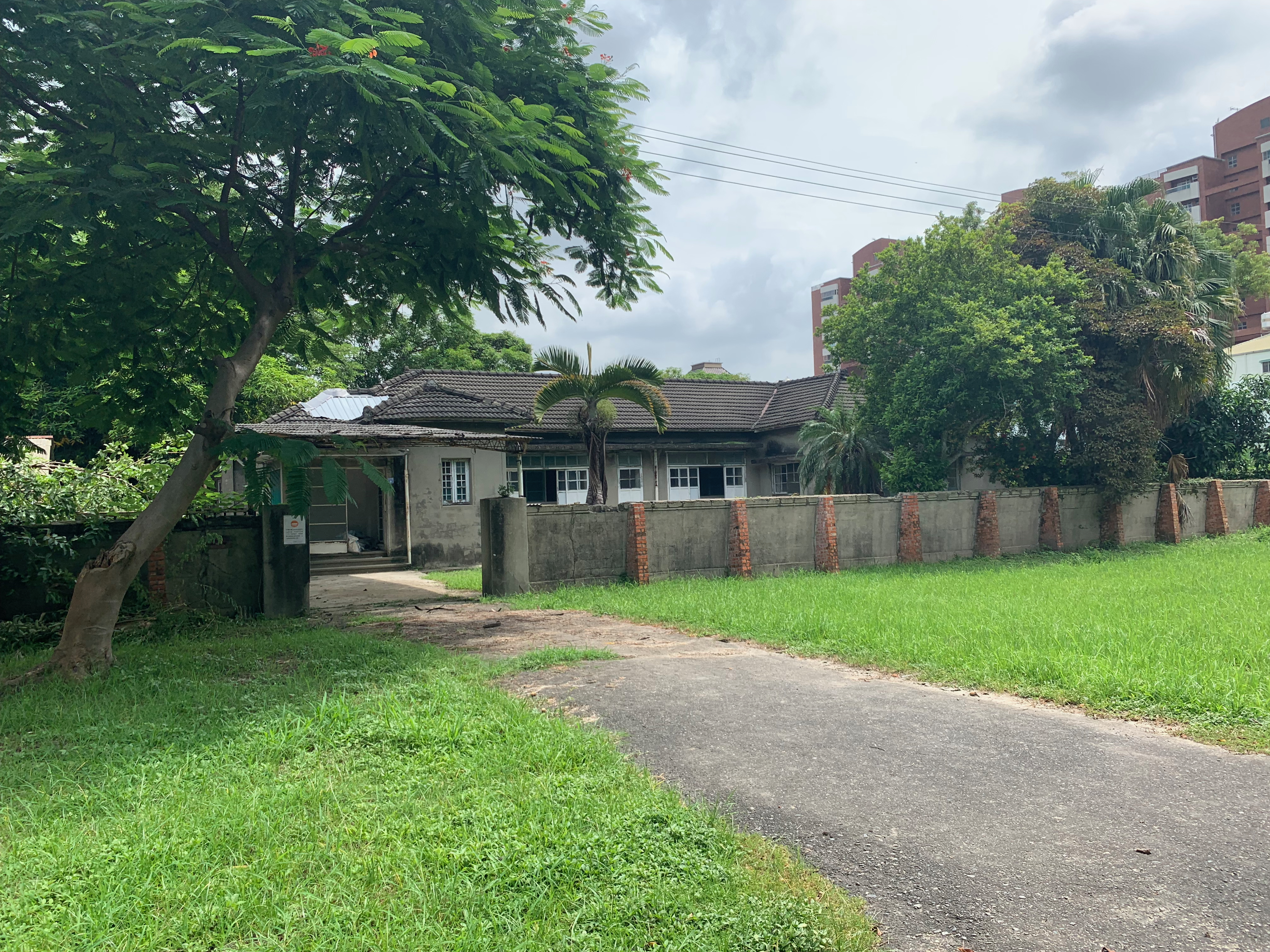
原岡山日本海軍航空隊官舍（樂群村）
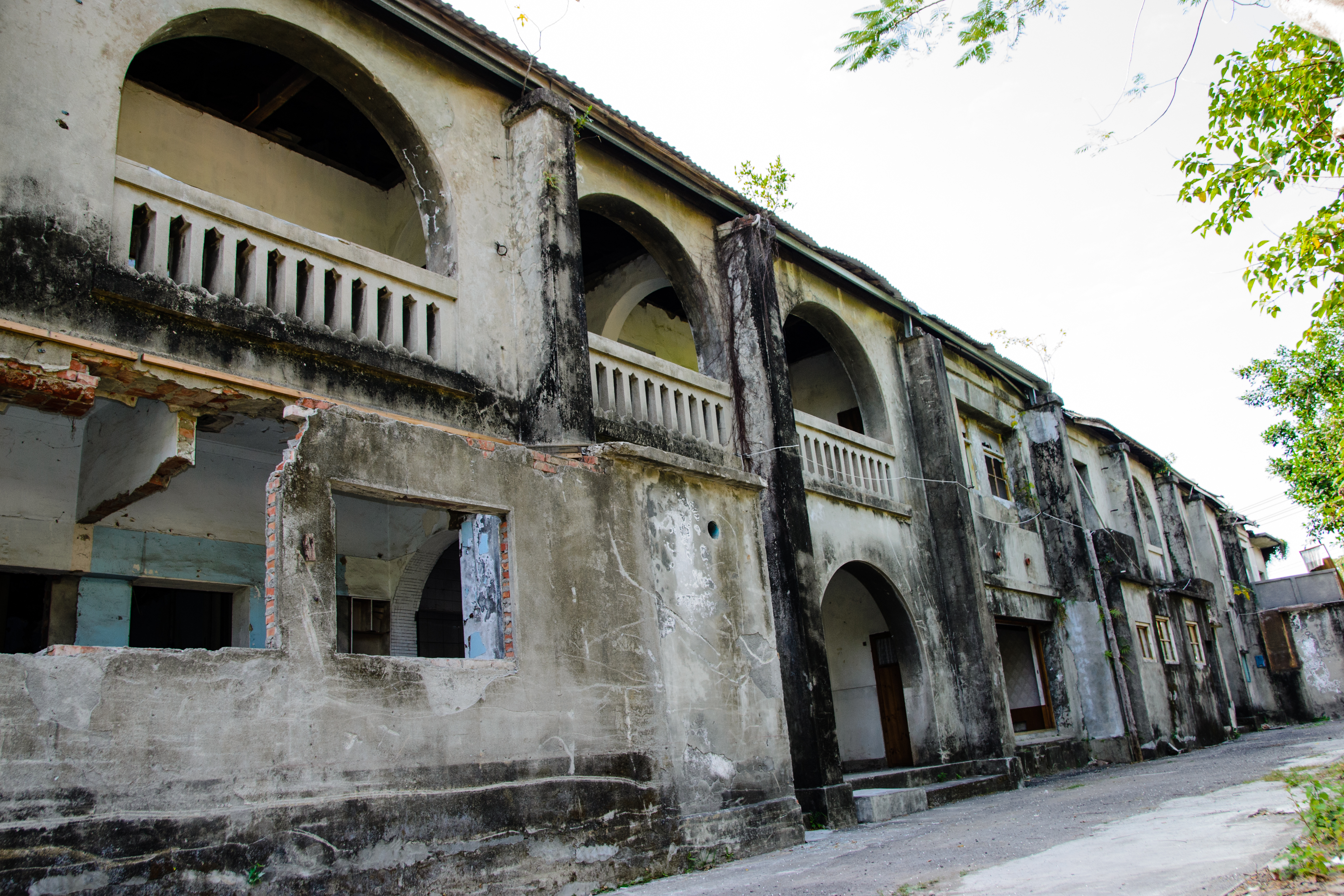
原岡山日本海軍航空隊官舍（醒村）
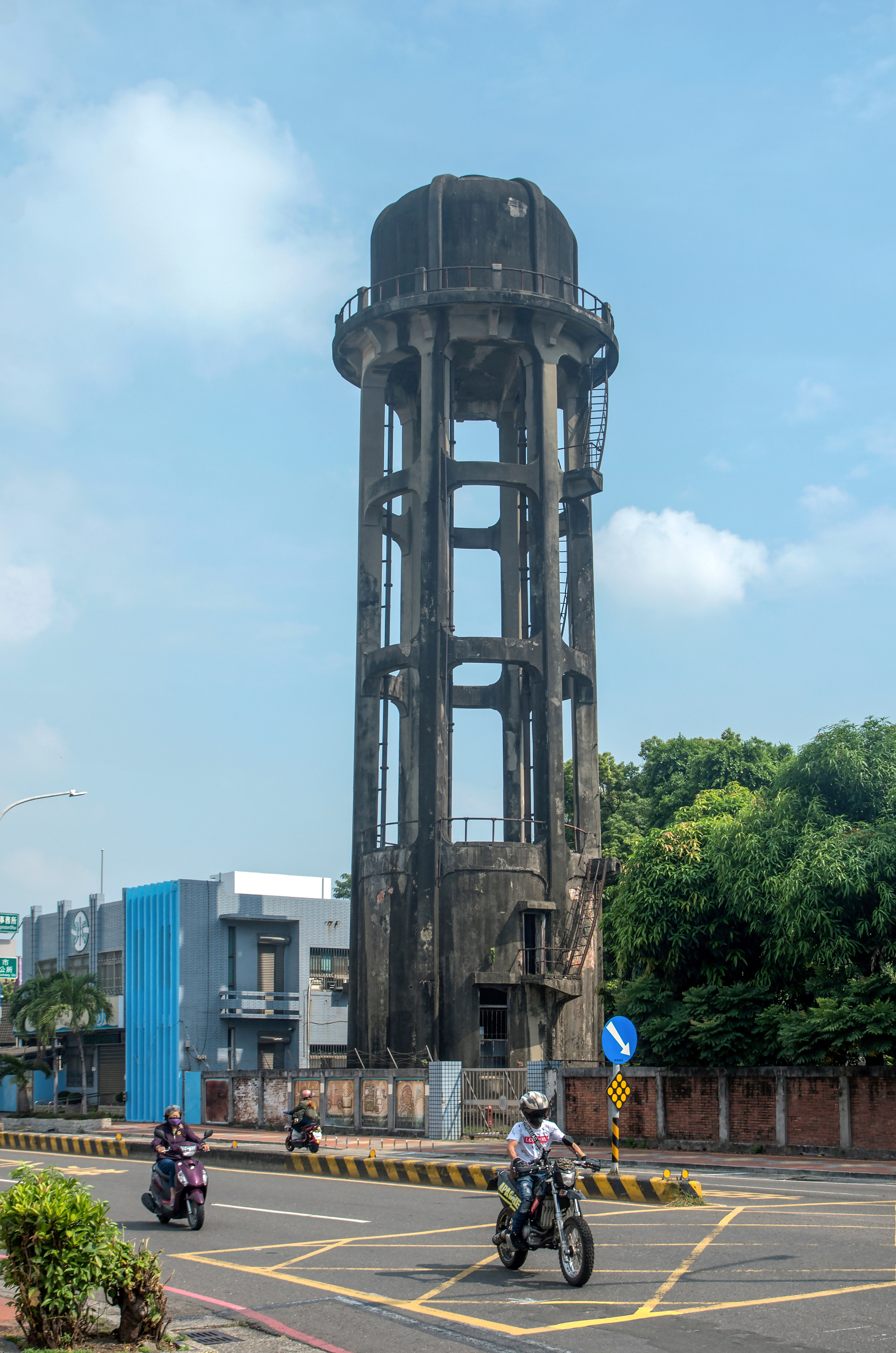
岡山水塔

### 戰後時期

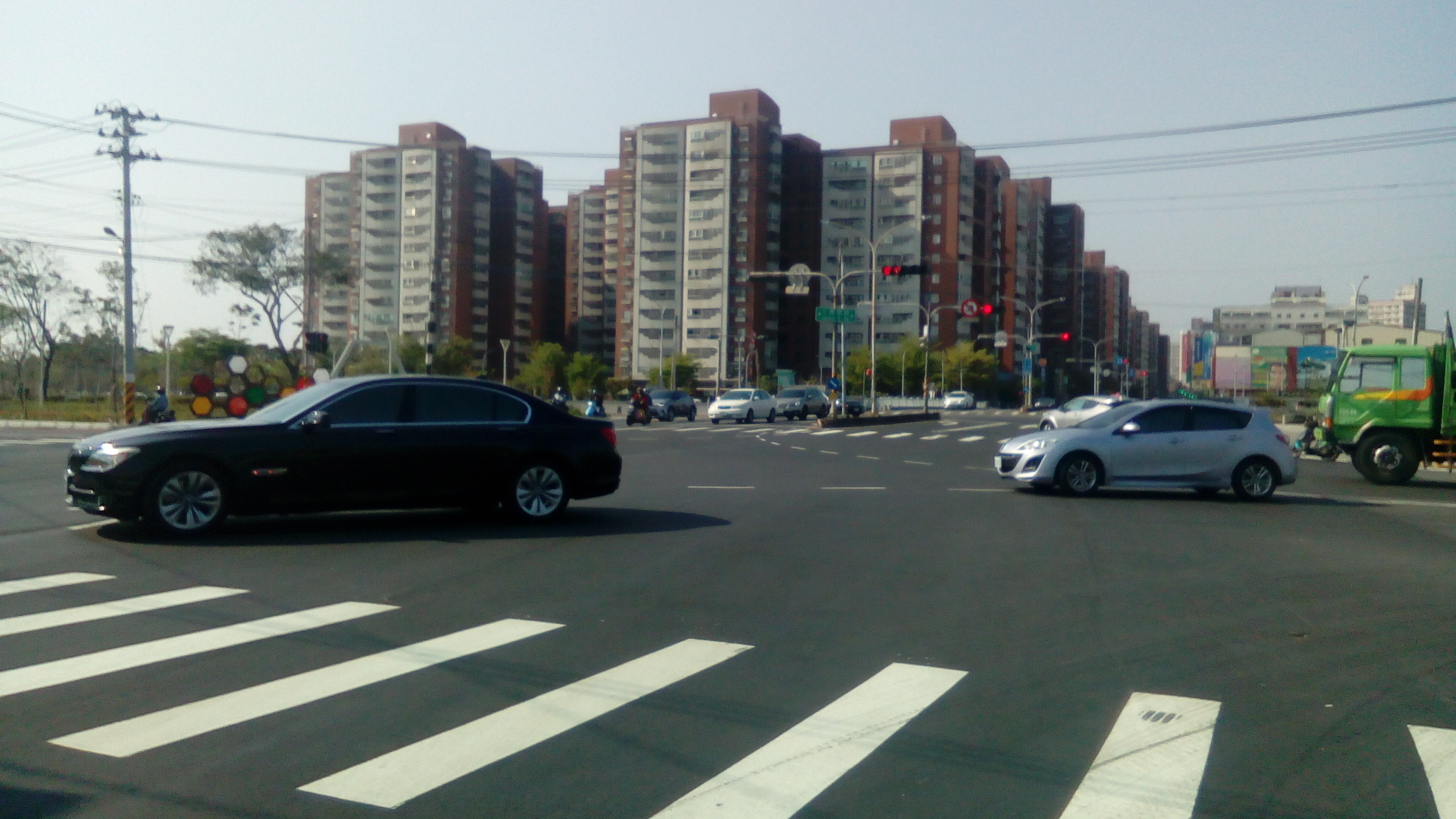
岡山仁義里國宅
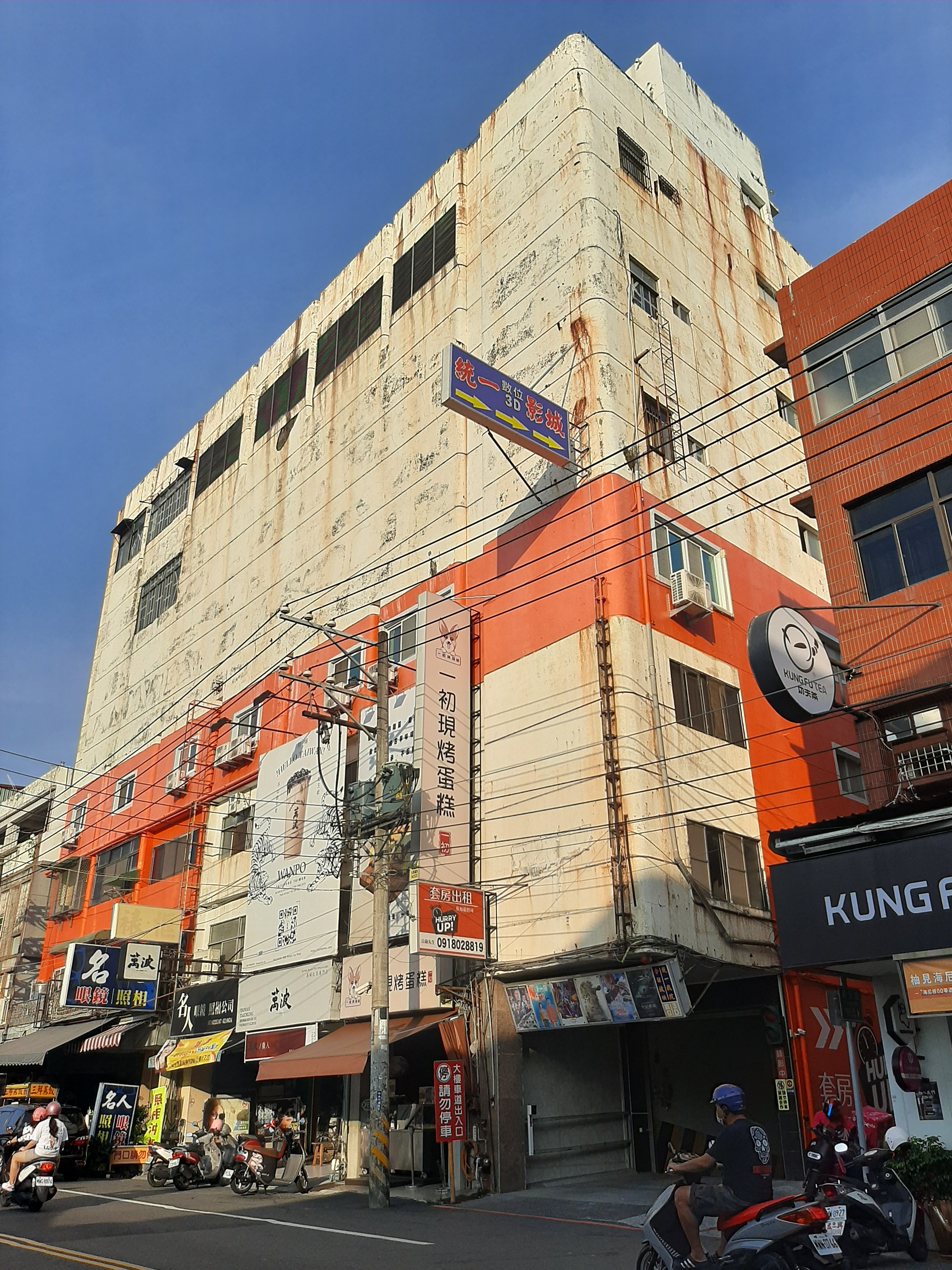
岡山統一戲院（已歇業）
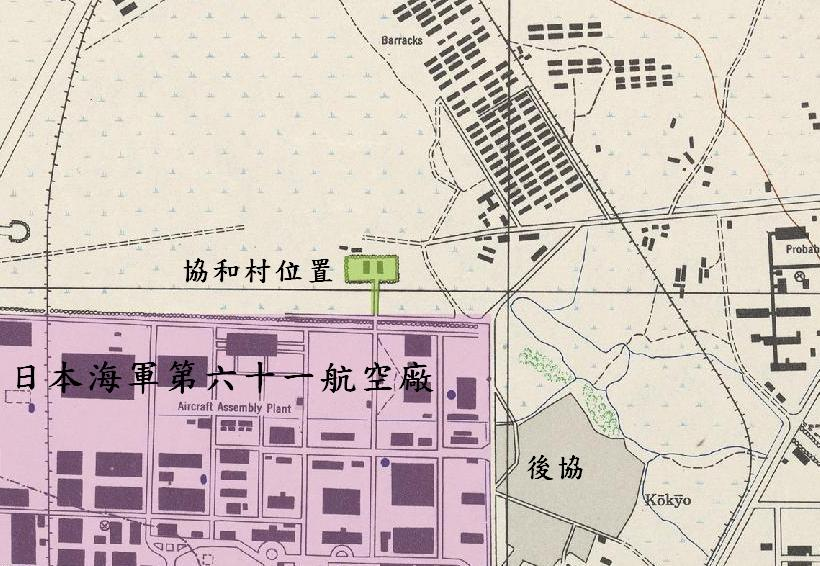
協和新村（已拆除）

## 地理

### 概況
岡山境內除大、小崗山兩座隆起珊瑚礁的殘丘外，全境均為平原地形，阿公店溪自東邊丘陵發源，蜿蜒貫穿本區。氣候屬熱帶季風氣候，年均溫約23 ~25℃，年雨量約1500公釐左右。

### 人口
根據高雄市政府民政局統計，2024年底岡山區戶數約3.7萬戶，人口約9.5萬人，區內人口最多與最少的里分別是竹圍里與和平里，2024年底兩里人口分別為8,677人與554人。

## 政治

### 歷屆首長

#### 鎮長時期
| 屆次 | 姓名   | 備註 |
| ---- | ------ | ---- |
| 1    | 鍾藏欽 |      |
| 2    | 鍾藏欽 |      |
| 3    | 黃丙子 |      |
| 4    | 黃丙子 |      |
| 4    | 黃紹亨 | 補選 |
| 5    | 廖文輝 |      |
| 6    | 林顯賢 |      |
| 7    | 林顯賢 |      |
| 8    | 黃基旺 |      |
| 9    | 黃基旺 |      |
| 10   | 曾朝來 |      |
| 11   | 王耀慶 |      |
| 12   | 石丁玉 |      |
| 13   | 石丁玉 |      |
| 14   | 吳森發 |      |
| 15   | 吳森發 |      |

#### 區長時期
| 屆次 | 姓名   | 備註 |
| ---- | ------ | ---- |
| 1    | 王嘉東 |      |
| 2    | 袁德明 |      |
| 3    | 林清益 |      |
| 4    | 林文祺 |      |
| 5    | 黃中中 |      |
| 6    | 陳振坤 |      |

### 區政組織
岡山區公所是高雄市政府在岡山區的派出機關，在中華民國政府架構中為市政府綜理區政的執行機關，上級業務監督機關為高雄市政府。区长由市長任命，其任期為無任期保障。在區長及主任秘書之下，設有4課4室等8個內部單位。

### 行政區劃
| 岡山區行政區劃示意圖 |
| 潭 底 里 三 和 里 嘉 峰 里 嘉 興 里 華 崗 里 大 莊 里 竹 圍 里 為 隨 里 台 上 里 灣裡里 本 洲 里 壽 天 里 壽 峰 里 前峰里 協 和 里 岡山里 仁壽里 維仁里 碧紅里 平安里 後紅里 程香里 忠孝里 仁義里 和平里 信義里 大遼里 劉 厝 里 後 協 里 協榮里 白 米 里 福興里 石潭 空 軍 機 場 軍 事 用 地 |

### 其他政府機關
- 台灣橋頭地方法院岡山簡易庭
- 高雄市政府警察局岡山分局、壽天派出所、前峰派出所、嘉興派出所
- 內政部警政署國道公路警察局第五公路警察大隊岡山分隊
- 內政部警政署保安警察第五總隊岡山營區
- 高雄市政府消防局第五救災救護大隊第二中隊岡山分隊
- 財政部高雄國稅局岡山稽徵所

## 教育

### 軍事院校

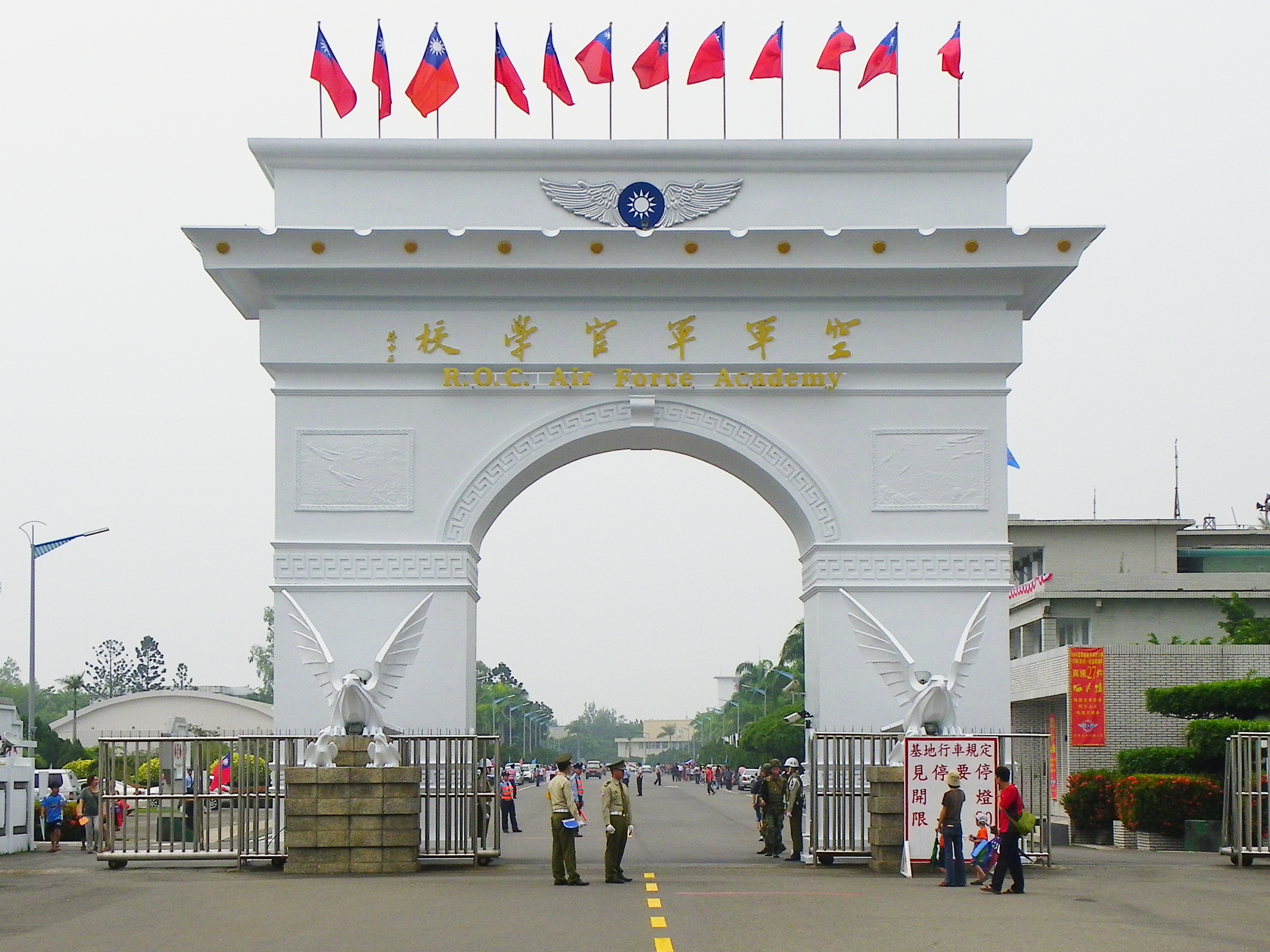
岡山空軍官校校門。

- 空軍航空技術學院
- 中華民國空軍軍官學校

### 高級中等學校
- 國立岡山高級中學
- 國立岡山高級農工職業學校

### 國民中學
- 高雄市立岡山國民中學
- 高雄市立嘉興國民中學[13]
- 高雄市立前峰國民中學

### 國民小學
- 高雄市岡山區岡山國民小學(1899)：高雄市岡山區平安里柳橋東路36號[14]
  - 高雄市岡山區岡山國民小學灣裡分校(1967)：高雄市岡山區里灣裡灣裡路80-1號
- 高雄市岡山區嘉興國民小學(1920)：高雄市岡山區嘉興里嘉興路322號[15]
- 高雄市岡山區兆湘國民小學(1949)：高雄市岡山區信義里介壽路60號[16]
- 高雄市岡山區前峰國民小學(1950)：高雄市岡山區仁壽里育英路35號[17]
- 高雄市岡山區和平國民小學(1951)：高雄市岡山區和平里和平路1號（於和平里與大遼里）[18]
- 高雄市岡山區後紅國民小學(1961)：高雄市岡山區碧紅里岡燕路2巷88號[19]
- 高雄市岡山區竹圍國民小學(1992)：高雄市岡山區竹圍里大仁北路1號 [20]
- 高雄市岡山區壽天國民小學(2000)：高雄市岡山區壽天里公園東路55號[21]
- 高雄縣岡山鎮嘉興國民小學崗德分校(1955-1971)：高雄縣岡山鎮大莊里崗德路
- 高雄縣岡山鎮嘉興國民小學大莊分校(1955-2007)：高雄縣岡山鎮大莊里大莊路350號
- 高雄縣岡山鎮兆湘國民小學劉厝分班(1956-1999)：高雄縣岡山鎮劉厝里劉厝路58號
- 高雄縣岡山鎮筧橋國民小學(1949-2003)：高雄縣岡山鎮復興里二高路特壹號
- 高雄縣岡山鎮前鋒國民小學本洲分班(1954-1999)：高雄縣岡山鎮本洲里本洲一街194巷11-2號
- 高雄縣岡山鎮前鋒國民小學石潭分班(1952-1999)：高雄縣岡山鎮石潭里石潭路79巷1號
- 高雄縣岡山鎮前鋒國民小學福興分班(1964-1999)：高雄縣岡山鎮福興里頂潭路13巷

## 醫療
- 高雄市立岡山醫院
- 高雄醫學大學附設高醫岡山醫院
- 國軍高雄總醫院岡山分院

## 交通

### 鐵路
臺灣鐵路公司
- 縱貫線：岡山車站

### 捷運

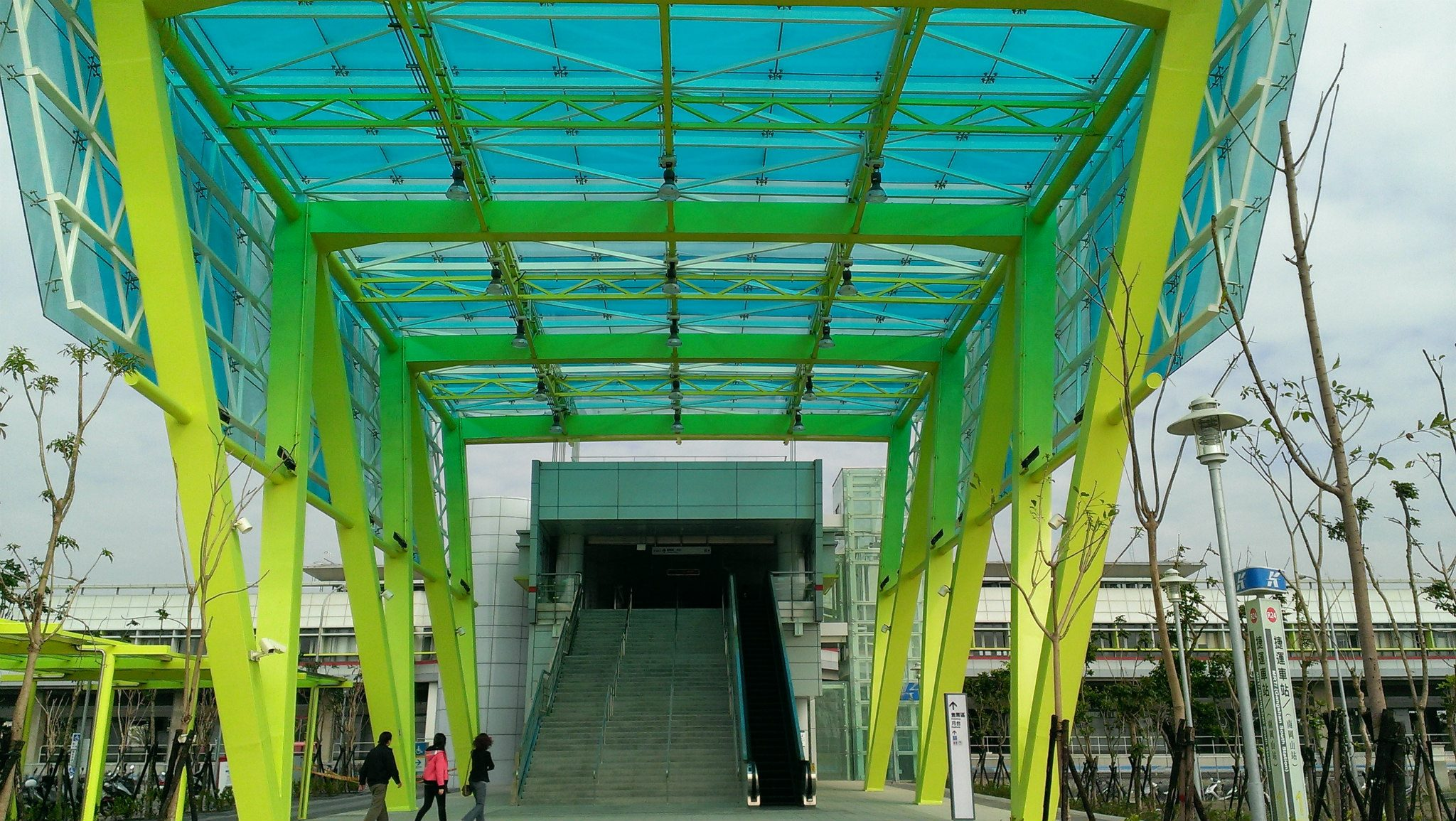
岡山高醫站1號出口

高雄捷運
- 紅線
  - 岡山高醫站
  - 岡山車站
  - 岡山農工站（興建中）

### 公路
- 國道一號(中山高速公路)
  - 岡山收費站(347)（計程收費後已拆除）
  - 岡山交流道(349)（實際位於燕巢區境內，但靠近岡山區）
- 台1線：岡山路為岡山區金融、商業中心。中山北路、南路是岡山火車站所在地，岡山區外環道路。
- 台19甲線：仁壽路為岡山區市中心道路，沿介壽西路西行並轉南可通往梓官區，成功路往北可接嘉興里以及阿蓮區，是通往大崗山的主要道路。
- 市道186號：中華路、仁壽路、介壽路為岡山區市中心道路，前峰路往西接本洲路以及永安區，而介壽東路是往岡山交流道與燕巢區的主要道路。

### 未來
高雄捷運
- 紅線（岡山路竹延伸線第二階段，規劃中）：本洲產業園區站 - 岡山農工站

## 旅遊

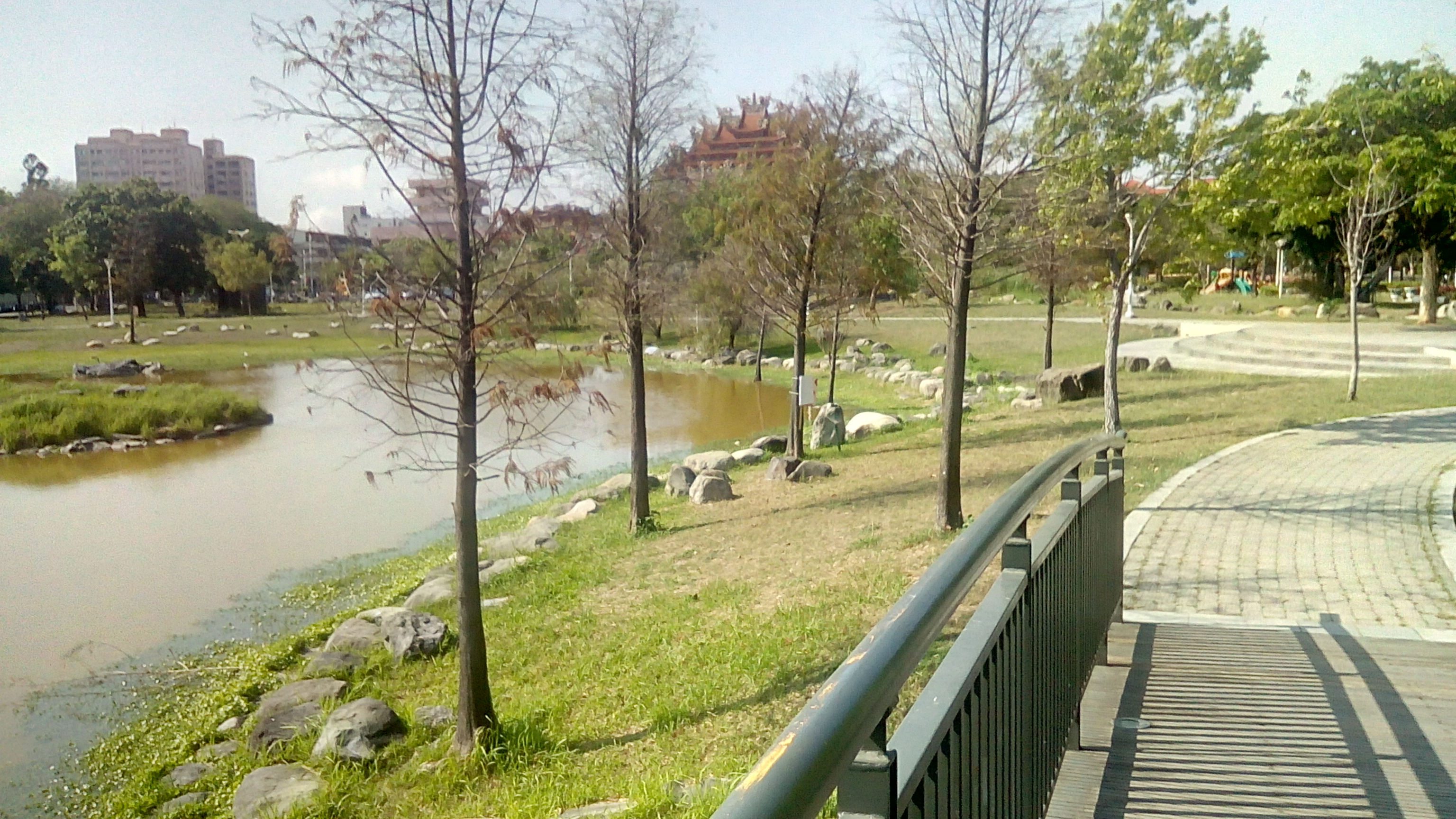
岡山河堤公園

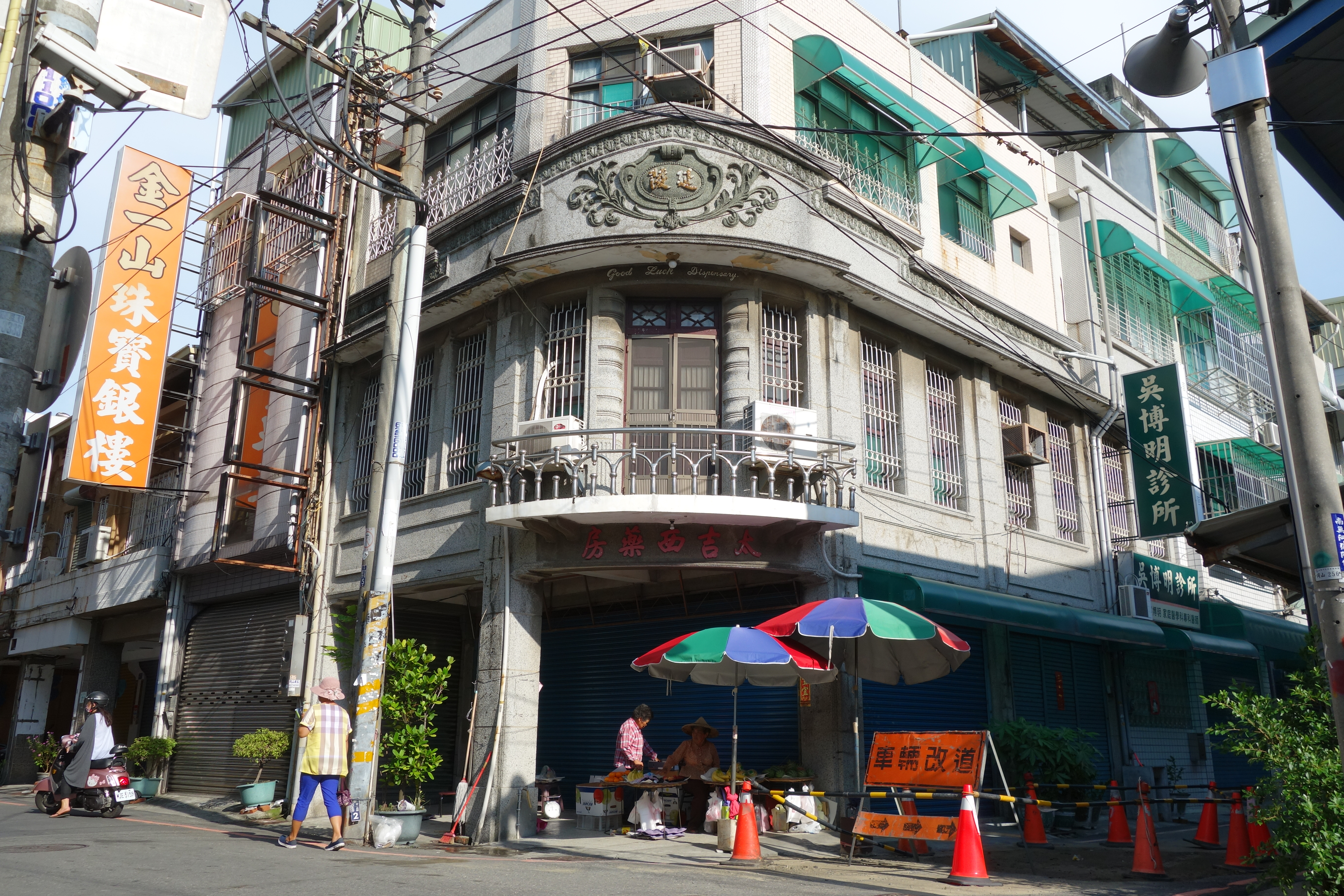
岡山老街

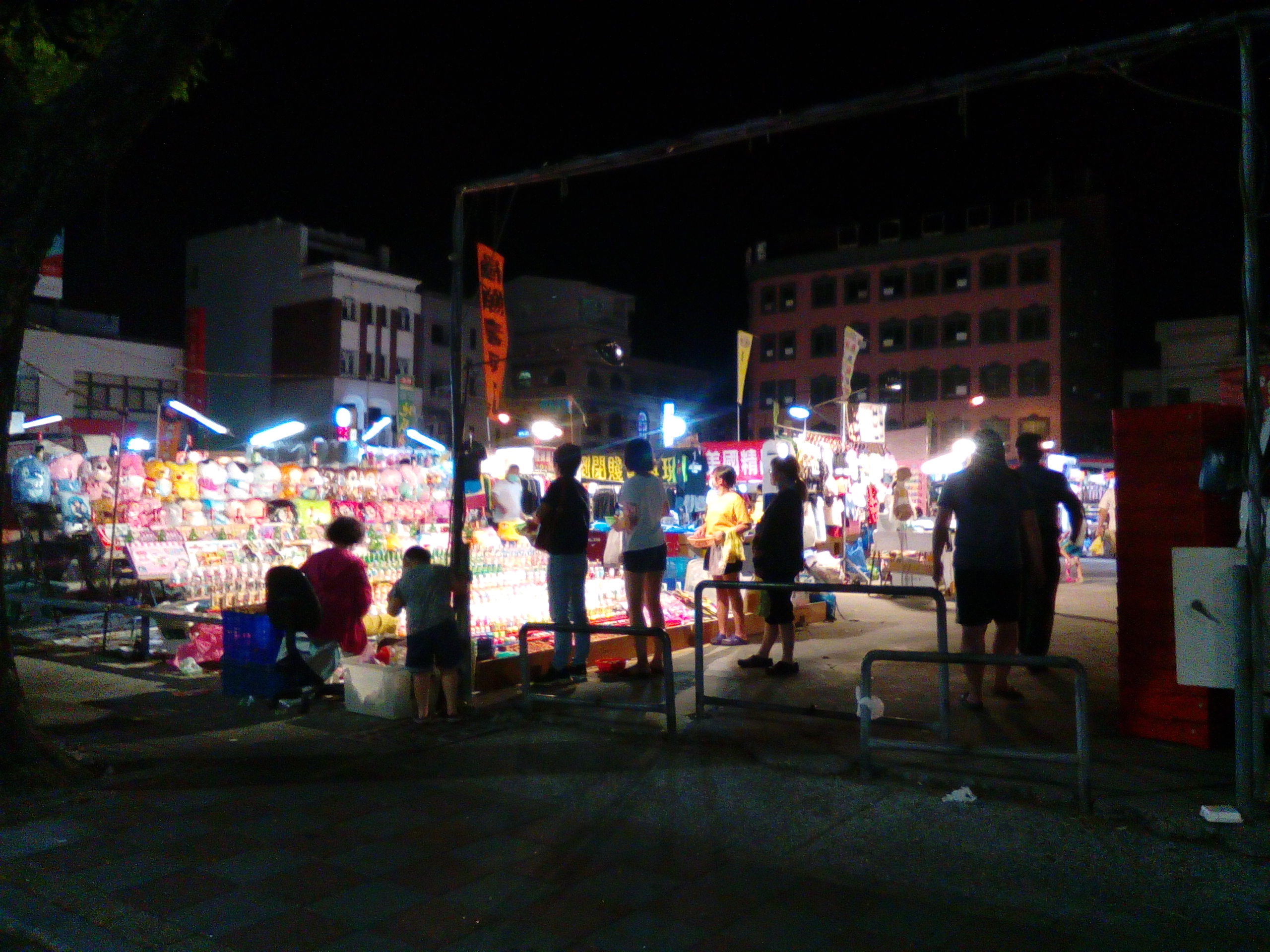
位於後興北路的岡山夜市

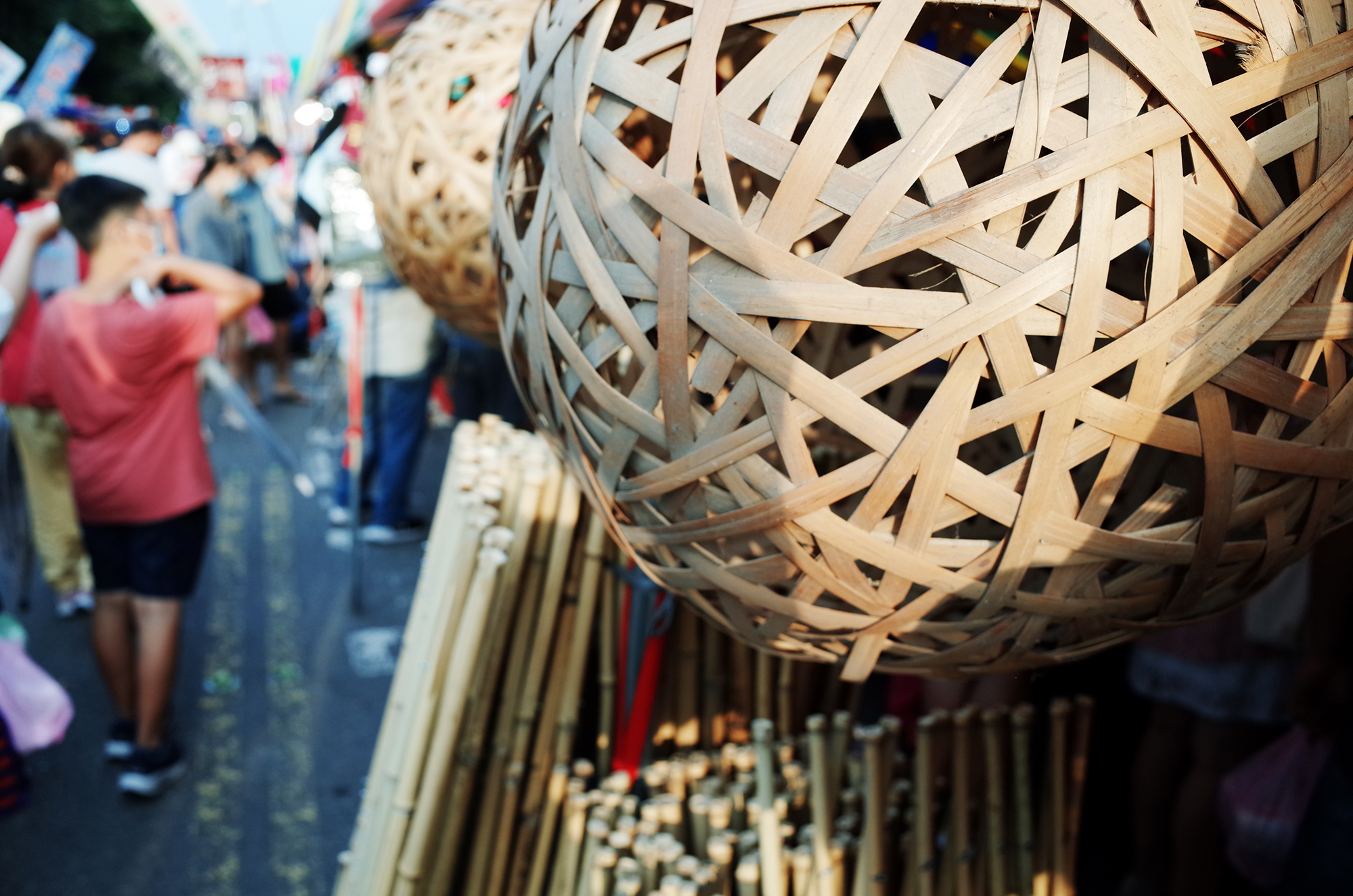
籃籗會

### 特色公園
- 岡山公園
- 岡山和平公園
- 岡山河堤公園
- 岡山文化中心
- 高雄市皮影戲館

### 空軍文化
- 空軍軍史館
- 航空教育展示館
- 樂群村
- 醒村

### 自然
- 崗山之眼
- 小崗山力行步道
- 阿公店水庫(岡山境內)
- 阿公店森林公園
- 前峰子滯洪池
- 五甲尾滯洪池

### 人文
- 岡山老街
- 岡山水塔
- 原岡山日本海軍航空隊宿舍群 (醒村)
- 原岡山日本海軍航空隊宿舍群 （樂群村）
- 岡山夜市(後興北路、平和東街、中山北路的範圍內)
- 籃籗會（農曆3月23日、8月14日、9月15日）
- 岡山樂購站前廣場
- 台灣螺絲博物館
- 台灣滷味博物館

## 宗教信仰

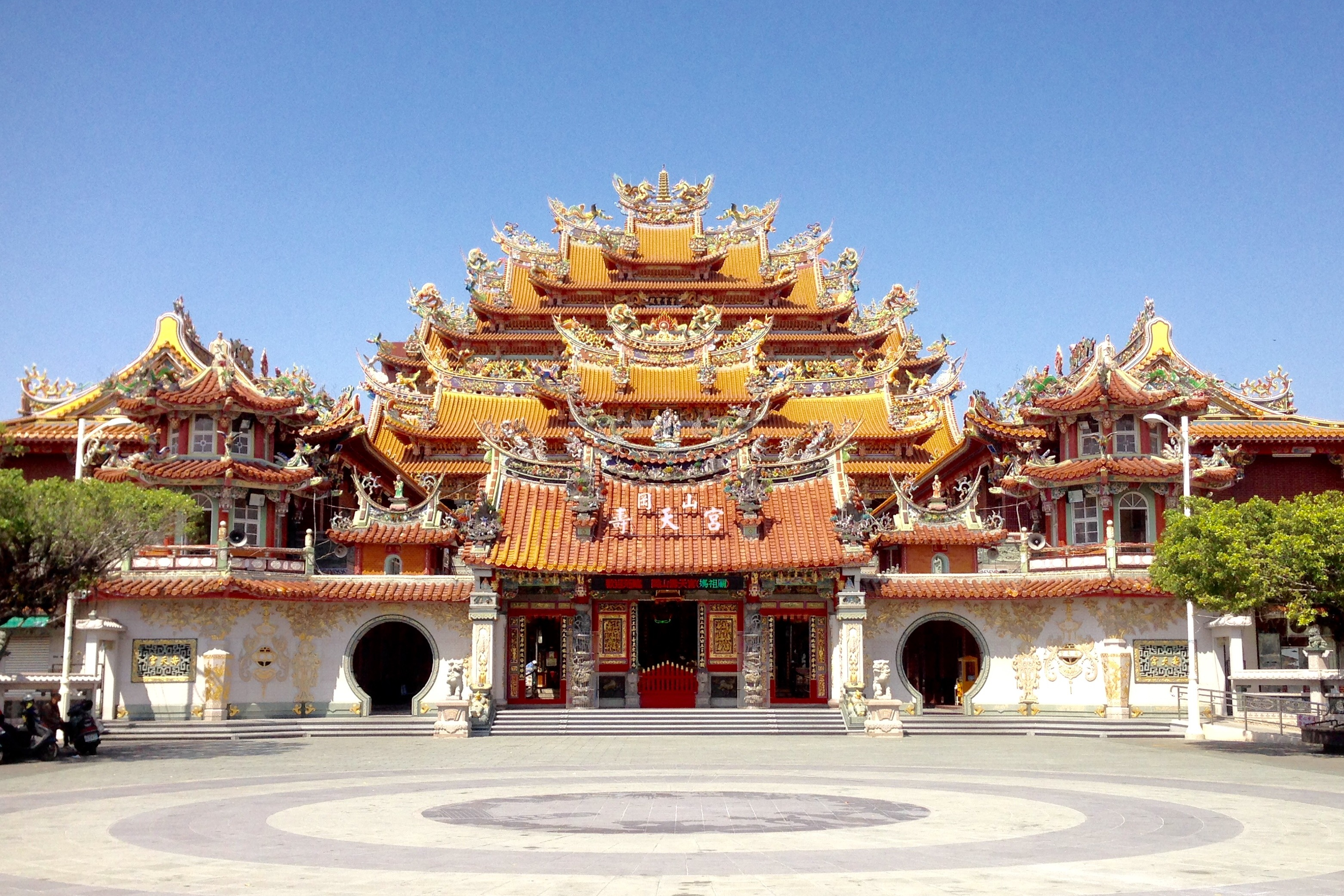
岡山壽天宮

### 道教和臺灣民間信仰

#### 岡山市區(含後紅、前峰、程香、竹圍、台上、協和)
- 岡山壽天宮
- 後協代天府
- 新後協協和宮
- 前峰龍峰宮
- 台上昌安宮
- 竹圍代天府
- 程香尪公寺
- 頂後紅碧紅宮
- 下後紅雷王府

#### 田厝、山隙、菜寮
- 田厝慈雲北極殿
- 山隙崑華宮
- 超峰佛祖廟
- 顯明殿(張良廟)

#### 大埔、拕子、五甲尾、前峰子、潭底、大莊、大寮
- 大埔聖明宮
- 拕子真亘古廟
- 大莊關帝宮
- 五甲尾聖母宮
- 新廣德宮
- 潭底崑山宮
- 前峰子惠峰宮(嘉峰惠峰宮)
- 大遼代天府
- 下庄子聖母宮

#### 白米、鹽埔、劉厝、石螺潭
- 白米清水寺
- 鹽埔代天府
- 劉厝寶公宮
- 頂石螺潭福興宮
- 下石螺潭代天府

#### 為隨、本洲、灣子內
- 為隨清水寺
- 本洲北興宮
- 灣內碧雲宮

### 佛教
- 福全堂
- 佛光寺
- 淨覺寺
- 警悟禪寺
- 佛光山岡山講堂

### 基督宗教
| 宗派                             | 教會（禮拜堂 / 聖堂）                                                                                          |
| -------------------------------- | --- |
| 天主教                           | 聖文生堂 |
| 聖公會                           | 基督教聖公會諸聖堂                                                                                             |
| 路德宗（信義會）                 | 臺灣信義會岡山教會                                                                                             |
| 歸正宗長老會（臺灣基督長老教會） | 岡山教會、協和教會、山原教會                                                                                   |
| 浸禮宗（浸信會）                 | 中華基督教岡山浸信會                                                                                           |
| 召會                             | 高雄市召會（柳橋西路會所、竹圍東街會所）                                                                       |
| 靈糧堂                           | 岡山活泉靈糧堂                                                                                                 |
| 其他                             | 岡山恩光教會、高雄新城教會、財團法人臺灣聖教會岡山教會、真耶穌教會岡山教會、財團法人基督教中國佈道會岡山聖道堂 |

## 特產

### 岡山三寶
- 羊肉
- 蜂蜜：龍眼蜜特別興盛
- 豆瓣醬

### 其他
- 螺帽螺絲：年產值千億，產量約全台灣七成，全球六分之一
- 棗子
- 番石榴

## 外部連結
- 高雄市岡山區公所 （页面存档备份，存于）
- 高雄市岡山區戶政事務所 （页面存档备份，存于）
- 高雄市岡山區衛生所 （页面存档备份，存于）